# 島津久雄 (永吉島津家)
島津 久雄（しまづ ひさたか）は、江戸時代前期の薩摩藩士。吉利郷私領主の禰寝家当主、後に永吉島津家当主。

## 生涯
元和8年（1622年）、藩主島津家久の九男として生まれる。寛永4年（1627年）、禰寝重政の遺領を相続する。寛永11年（1634年）6月、家久の命で禰寝家を離籍して、永吉家の家督を相続する。禰寝家の家督は八兄の重永が相続した。寛文7年（1667年）死去、享年46。